# British Home Championship 1896
British Home Championship 1896 – trzynasta edycja turnieju piłki nożnej między reprezentacjami z Wielkiej Brytanii. Tytułu broniła Anglia, ale po klęsce 1:2 ze Szkocją w decydującym meczu straciła go na rzecz "Armii Tartanu".

## Turniej
| 29 lutego 1896 | Walia · Lewis · Meredith · Pugh · Morris | 6 : 1 | Irlandia · Turner | Racecourse Ground, Wrexham |
|                |                                          |       |                   |                            |

| 7 marca 1896 | Irlandia | 0 : 2 | Anglia · Smith · Bloomer | Solitude Ground, Belfast |
|              |          |       |                          |                          |

| 15 marca 1896 | Walia · Chapman | 1 : 9 | Anglia · Bloomer · Smith · Bassett · Godall | Racecourse Ground, Wrexham |
|               |                 |       |                                             |                            |

| 21 marca 1896 | Szkocja · Neil · Keillor · Paton | 4 : 0 | Walia | Carolina Port, Dundee |
|               |                                  |       |       |                       |

| 28 marca 1896 | Irlandia · Barron · Milne k' | 3 : 3 | Szkocja · McColl · Murray | Solitude Ground, Belfast |
|               |                              |       |                           |                          |

| 4 kwietnia 1896 | Szkocja · Lambie · Bell | 2 : 1 | Anglia · Bassett | Celtic Park, Glasgow |
|                 |                         |       |                  |                      |

## Tabela
| Msc. | Zespół   | M | W | R | P | Pkt+ | Pkt- | Pkt |
| ---- | -------- | - | - | - | - | ---- | ---- | --- |
| 1    | Szkocja  | 3 | 2 | 1 | 0 | 9    | 4    | 5   |
| 2    | Anglia   | 3 | 2 | 0 | 1 | 12   | 3    | 4   |
| 3    | Walia    | 3 | 1 | 0 | 2 | 7    | 14   | 2   |
| 4    | Irlandia | 3 | 0 | 1 | 2 | 4    | 11   | 1   |

## Strzelcy
6 goli
- Steve Bloomer

3 gole
- Gilbert Smith

2 gole
- William Lewis
- Billy Meredith
- Robert Neil
- James Barron
- Bob McColl
- Billy Bassett

1 gol
- David Pugh
- Grenville Morris
- A. Turner
- Thomas Chapman
- Johnny Goodall
- Alexander Keillor
- Daniel Paton
- Robert Milne
- Patrick Murray
- William Lambie
- Jack Bell